# Ultimate Demolition Derby
Ultimate Demolition Derby — видеоигра в жанре аркадные гонки на выживание. В России известна как Гонки на разрушение.

## Игровой процесс
12 трасс и 9 автомобилей; 4 режима одиночной игры и сетевая игра для пяти участников;
Smash Race - надо проехать 5 кругов по трассе (есть разветвления) с внешней стороны арены, укладываясь в короткие промежутки времени между контрольными точками (кольца, через которые надо прыгать с небольших трамплинов).
Stunt Race - надо проехать 5 кругов там же, при этом, прыгая с трамплина, кувыркаться в воздухе, за что дают очки.
Massacre и Arena - гонки на выживание на 4-х аренах. Цель - выжить в течение 5 минут или разбить всех соперников. Разница между режимами в том, что в Massacre все 4 соперника охотятся на вас, а в Arena каждый за себя.
Можно подбирать защиту на бампера, крутящиеся шипы на диски, ускорители, огнетушитель.
Повреждения: бьются стёкла, мнётся кузов, отлетают запчасти, горит двигатель, машина взрывается при уничтожении.